# Ciclón de Andhra Pradesh (1977)
El ciclón de Andhra Pradesh de 1977 fue un devastador ciclón tropical que azotó a Andhra Pradesh en noviembre de 1977 y mató al menos a 10.000 personas.

## Historia meteorológica

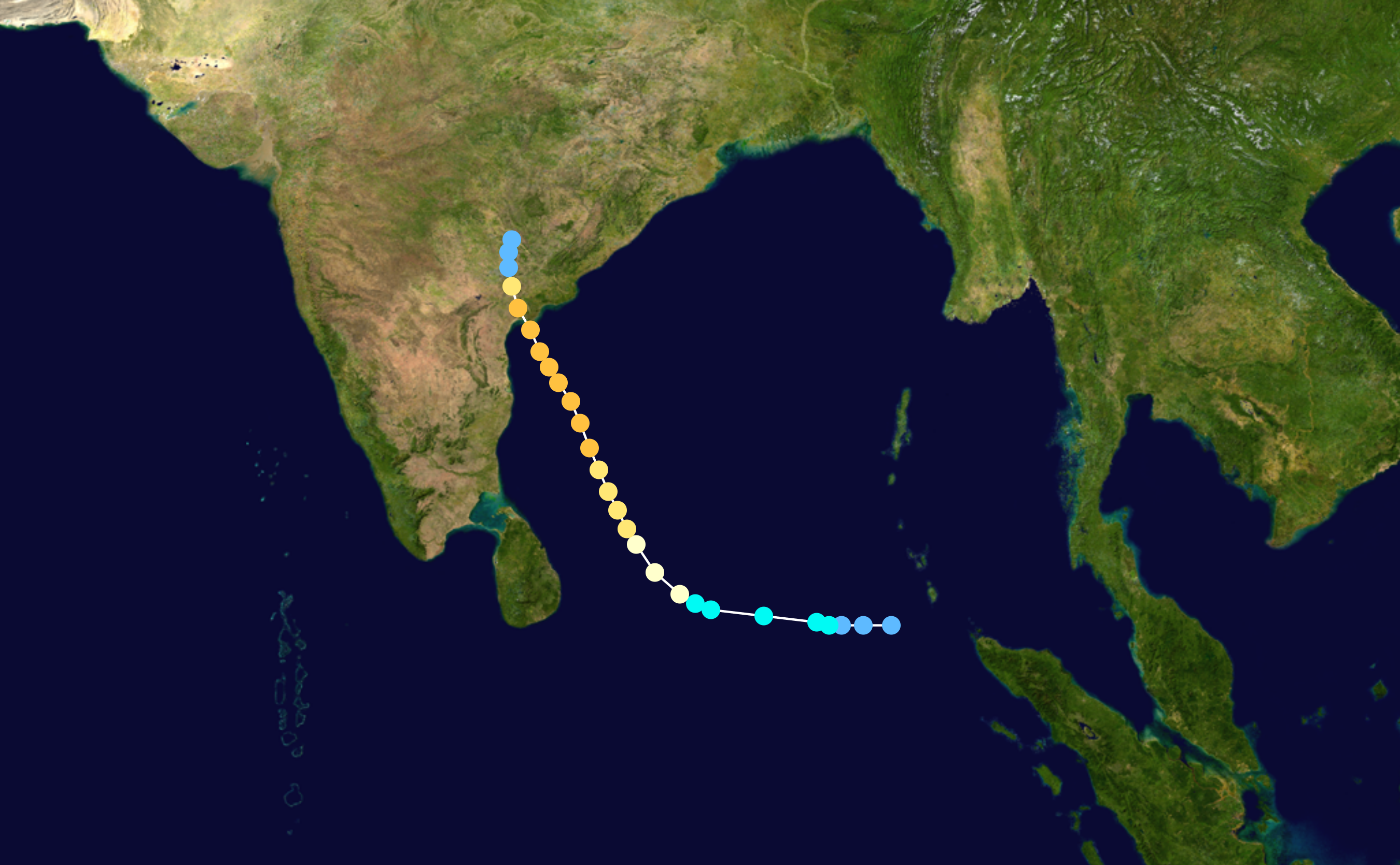
Recorrido con intervalo de 6 horas

Los orígenes del ciclón de Andhra Pradesh de 1977 se remontan a una perturbación tropical débil que se observó por primera vez en imágenes de satélite en la mañana del 14 de noviembre mientras se encontraba aproximadamente a 520 km (320 millas) al suroeste de las islas Nicobar. Viajando hacia el oeste a 25 km/h (15 mph) a lo largo de la periferia sur de la cordillera subtropical de la troposfera media, la perturbación se organizó de manera constante, con un aumento de bandas notado en las imágenes de satélite. Este aumento en la organización llevó al Departamento Meteorológico de la India (IMD) a informar que la perturbación se había intensificado en una depresión profunda más tarde esa mañana, y el Centro Conjunto de Advertencia de Tifones (JTWC) emitirá una Alerta de Formación de Ciclón Tropical para el sistema a las 13:10 UTC de esa tarde. A las 08:00 UTC del 15 de noviembre, el JTWC emitió su primer aviso sobre el sistema, ya que los datos satelitales indicaban que la tormenta había continuado fortaleciéndose, con velocidades de viento sostenidas estimadas en un minuto de 75 km/h (45 mph).
Mientras que el sistema se estaba desarrollando inicialmente, se había formado una depresión en la troposfera superior sobre el norte y el centro de la India y produjo una ruptura en la cordillera subtropical. A medida que la tormenta viajaba hacia esta ruptura en la cresta el 15 de noviembre, el anticiclón de la troposfera media sobre el sistema se debilitó, reduciendo el flujo de dirección de la tormenta y provocando que el sistema se desacelerara a 7 km / h (5 mph) hacia el noroeste. Además, el flujo divergente del sudoeste producido por la vaguada dio como resultado que el sistema comenzara un período de rápida intensificación. A principios del 16 de noviembre, el sistema se intensificó hasta convertirse en un ciclón tropical equivalente a la categoría 1 en la escala de huracanes Saffir-Simpson; Más tarde esa mañana, se observó un ojo en las imágenes de satélite.

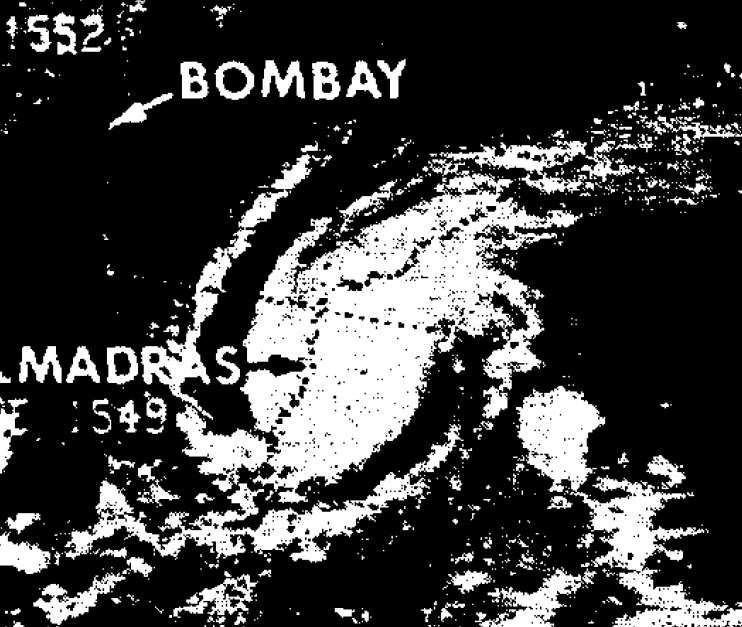
Imagen de satélite del ciclón en su máxima intensidad el 18 de noviembre

Durante los siguientes dos días, el ciclón tropical continuó fortaleciéndose mientras viajaba generalmente hacia el noroeste. Durante este período de tiempo, se observó una mayor organización, como características de bandas más ajustadas y un ojo cada vez más distinto, en las imágenes de satélite. A las 10:30 UTC del 17 de noviembre, el barco Jagatswami reportó vientos de 195 km/h (120 mph) y una presión barométrica mínima de 948 hPa (27,99 inHg) frente a la costa india. La noche siguiente, el JTWC estimó que el sistema había alcanzado su intensidad máxima como un ciclón tropical equivalente a Categoría 3, con vientos sostenidos de un minuto de 205 km/h (125 mph), mientras que se ubicaba aproximadamente a 140 km (85 millas) de la costa de Andhra Pradesh. Alrededor de este tiempo, el IMD estimó que el sistema tenía vientos sostenidos de tres minutos de 230 km/h (145 mph), lo que clasificaría al sistema como una tormenta súper ciclónica de hoy en día, y una presión barométrica mínima de 943 hPa (27,85 inHg).
A medida que el ciclón se acercaba a la costa india, aceleró a 17 km/h (10 mph) mientras se debilitaba ligeramente desde su intensidad máxima. La tormenta tocó tierra cerca de Chirala, en el distrito de Prakasam en el centro de Andhra Pradesh, alrededor de las 11:00 UTC del 19 de noviembre con vientos sostenidos de un minuto de 195 km/h (120 mph). Moviéndose hacia el norte sobre tierras agrícolas planas, la tormenta se debilitó y el JTWC emitió su advertencia final a las 20:00 UTC de esa noche. El IMD continuó rastreando el sistema, informando que se debilitó en un área de baja presión en la noche del 20 de noviembre antes de disiparse en el sureste de Madhya Pradesh y Odisha la noche siguiente.

## Impacto
Las zonas más afectadas se encontraban en la región del delta del río Krishná. La isla de Diviseema, que fue golpeada por una marejada ciclónica de siete metros de altura (20 pies), experimentó una pérdida de vidas de miles. Cientos de cuerpos flotaban en las aguas y los cuerpos hinchados más allá del reconocimiento fueron enviados a piras masivas. Los deslizamientos de tierra arrancaron las líneas ferroviarias en la ruta Waltair-Kirandal. Unas 100 personas que habían abandonado sus hogares para buscar refugio en una iglesia en la ciudad de Bapatla murieron cuando el edificio se derrumbó. Los campos de arroz y cultivos comerciales quedaron sumergidos por los maremotos. Trece veleros, incluidos algunos extranjeros, desaparecieron en la tormenta.
Alrededor de 100 aldeas quedaron abandonadas o arrasadas por las tormentas ciclónicas y las inundaciones subsiguientes y un total de 10,841 muertos o desaparecidos, y 34 lakh se quedaron sin hogar. Según el partido Janata, se cree que al menos 50.000 personas murieron a causa de la tormenta, una cifra sustancialmente superior a la informada por el gobierno.

## Secuelas
La gran pérdida de vidas provocó el establecimiento de estaciones meteorológicas de alerta temprana en la costa de Andhra Pradesh. También se tomaron refugios contra ciclones y otras medidas para la gestión de desastres. Un monumento, en el punto de mayor avance del maremoto, cerca de la ciudad de Avanigadda , fue construido en memoria de las personas que murieron en la tormenta.
El siguiente ciclón ( 1990 ) que también ocurrió en Andhra Pradesh, mostró que hubo una gran mejora en la gestión de desastres, alertas efectivas con anticipación y mejor equipo meteorológico que redujo drásticamente la tasa de mortalidad (en comparación con el ciclón de 1977).
A raíz del desastre, los funcionarios de la India fueron acusados de encubrir la magnitud de los daños y las pérdidas de vidas. Los miembros del partido Janata, un grupo político opuesto al gobierno estatal en ese momento, afirmaron que el encubrimiento fue para ocultar negligencia criminal que resultó en decenas de miles de muertes. A raíz de estas acusaciones, cinco funcionarios gubernamentales de alto rango dimitieron de sus cargos.